# 东海大桥
东海大桥是中国大陆第一座跨越外海的大桥，连接上海本土与外島的洋山港，中国排名第三以及世界排名第四长跨海大桥。整个工程包括上海本土到大乌龟岛的东海大桥主桥和大乌龟岛到小洋山岛的颗珠山大桥，以及相应的陆上道路工程。

## 历史
1996年起，上海市开始研究论证洋山深水港工程。2002年6月26日，东海大桥作为洋山深水港工程的一部分与之同步开工建设。2003年7月12日上午，时任上海市委书记陈良宇、浙江省委书记习近平为大桥揭牌。大桥于2005年5月25日合龙，2005年12月10日通车。2021年，东海大桥开通ETC收费通道。2022年7月18日，东海大桥开辟了自动驾驶专用车道。

## 建筑
大桥总长32.5公里，北起上海市浦东新区的芦潮港与 沪芦高速相连，经过2.3公里的陆上段后向南跨越杭州湾北部海域，跨海25.5公里达浙江省舟山市嵊泗县崎岖列岛之大乌龟岛，是为东海大桥主桥；在大乌龟岛和小洋山港区间，经过颗珠山岛设颗珠山大桥，长3.5公里；在小洋山岛上设小洋山隧道。桥面宽31.5米，双向六车道设计，限制车速80公里／小时，預期寿命100年。可抗12级台风和7级地震。
东海大桥主桥设有四个通航孔，其中主航道桥为双塔中央单索面斜拉桥，主梁为钢-混凝土箱形结合梁，净高40米，净宽400米，可供万吨级船舶通过；其余三座副航道桥为预应力混凝土连续梁桥。颗珠山大桥主桥为双塔双索面叠合梁斜拉桥，主梁采用钢和混凝土叠合梁构造。小洋山隧道为五洞五线大跨度双连拱隧道。
作为中国大陆首座采用100年设计基准期的世纪工程，大桥使用上海市建筑科学研究院特殊配制的高性能海工混凝土，防腐工程则由中国船舶重工725研究所负责。桥面采用整体预制安装方案，在沈家湾岛上设预制基地。

## 设施
东海大桥早在开通之初就设置了全套交通监控系统，包括81台摄像机、9套可变情报板、4套气象站。为实现集卡无人驾驶，2020年对设施进行了大规模升级，增加了一套气象站，并大量增加高清摄像机，以实现对无人驾驶测试车辆的全程跟拍。除行车用的照明以外，桥面底部以及桥墩还安装了景观照明灯具。桥上还设有连接洋山港的110kV高压电缆和钢骨架塑料复合水管。通信方面，东海大桥全线已实现5G覆盖。

## 交通管理
不同于陆地上的道路，《东海大桥道路交通管理暂行办法》规定在东海大桥上行驶时无论白天黑夜必须开启近光灯。2021年开通ETC通道前，东海大桥收费系统曾长期为独立的现金收费系统。2022年7月18日起，每个工作日10时至13时，东海大桥最外侧车道为无人驾驶车辆专用车道。

## 文化
“东海大桥”桥名由江泽民题写。

## 出入口列表
| 地区                                                                                         | 里程 | 类型 | 名称                | 连接     | 说明                   |
| -------------------------------------------------------------------------------------------- | ---- | ---- | ------------------- | -------- | ---------------------- |
| 上海市 浦东新区                                                                              |      | (1)  | 东海大桥            | 沪芦高速 |                        |
| 上海市 浦东新区                                                                              |      | (2)  | 海港大道            | 海港大道 | 限洋山方向入，S2方向出 |
| 沪浙界                                                                                       |      | 地界 | 沪浙界              | 沪浙界   |                        |
| 舟山市 嵊泗县                                                                                |      | (32) | 2号码头 西岙南路    | 东海大道 | 限洋山方向出，S2方向入 |
| 舟山市 嵊泗县                                                                                |      | (34) | 1号码头 港科路      | 东海大道 | 限洋山方向出，S2方向入 |
| 舟山市 嵊泗县                                                                                |      | (36) | 3号、4号码头 港发路 | 东海大道 |                        |
| 1.000 英里 = 1.609 千米；1.000 千米 = 0.621 英里 并行路段 • 已关闭／取消 • 限制进入 • 未开放 |      |      |                     |          |                        |

## 图集
- 东海大桥總長32.5公里
- 东海大桥
- 东海大桥桥墩
- 东海大桥模型
- 东海大桥小洋山段
- 东海大桥风力发电机